# IceOwl
IceOwl was een opensource-kalenderapplicatie voor Linux. Het programma werd geschreven in C++ met behulp van de XML-gebaseerde opmaaktaal XUL, dat ontwikkeld werd door Mozilla. Het is een fork van Mozilla Sunbird. IceOwl werd onderhouden door het Debian-team. Er is ook een IceOwl-extensie beschikbaar voor IceDove. De broncode van IceOwl werd verspreid onder een tri-licentie van GPL, LGPL en MPL.